# Блувотер (Каліфорнія)
Блувотер (англ. Bluewater) — переписна місцевість (CDP) в США, в окрузі Сан-Бернардіно штату Каліфорнія. Населення — 116 осіб (2020).

## Географія
Блувотер розташований за координатами 34°10′32″ пн. ш. 114°16′2″ зх. д. / 34.17556° пн. ш. 114.26722° зх. д. (34.175649, -114.267190).  За даними Бюро перепису населення США в 2010 році переписна місцевість мала площу 3,48 км², з яких 2,31 км² — суходіл та 1,17 км² — водойми.

## Демографія
Згідно з переписом 2010 року, у переписній місцевості мешкали 172 особи в 112 домогосподарствах у складі 43 родин. Густота населення становила 49 осіб/км².  Було 592 помешкання (170/км²).
Расовий склад населення:
| - 90,7 % — білих - 1,2 % — чорних або афроамериканців - 0,6 % — вихідців з тихоокеанських островів - 0,6 % — корінних американців - 5,2 % — осіб інших рас |

До двох чи більше рас належало 1,7 %. Частка іспаномовних становила 6,4 % від усіх жителів.
За віковим діапазоном населення розподілялося таким чином: 4,7 % — особи молодші 18 років, 33,1 % — особи у віці 18—64 років, 62,2 % — особи у віці 65 років та старші. Медіана віку мешканця становила 70,4 року. На 100 осіб жіночої статі у переписній місцевості припадало 107,2 чоловіків;  на 100 жінок у віці від 18 років та старших — 102,5 чоловіків також старших 18 років.
Середній дохід на одне домашнє господарство  становив 61 352 долари США (медіана — 42 875), а середній дохід на одну сім'ю — 75 919 доларів (медіана — 43 500). 
Цивільне працевлаштоване населення становило 23 особи. Основні галузі зайнятості: мистецтво, розваги та відпочинок — 56,5 %, виробництво — 21,7 %, фінанси, страхування та нерухомість — 21,7 %.